# Rajdowe Mistrzostwa Europy 1962

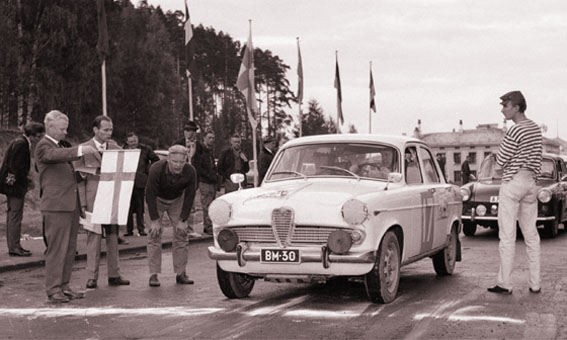
12. Jyväskylän Suurajot - Rally of 1000 Lakes

Sezon Rajdowych Mistrzostw Europy 1962 był 10 sezonem Rajdowych Mistrzostw Europy (FIA European Rally Championship). Składał 11 rajdów, rozgrywanych w Europie.

## Kalendarz[1]
| Runda | Data                   | Nazwa rajdu                                   | Zwycięzca           | Wyniki |
| ----- | ---------------------- | --------------------------------------------- | ------------------- | ------ |
| 1     | 20-25 stycznia         | 31. Rallye Automobile de Monte-Carlo          | Erik Carlsson       | Wyniki |
| 2     | 6-10 maja              | 14. Internationale Tulpenrallye               | Pat Moss-Carlsson   | Wyniki |
| 3     | 24-27 maja             | 10. Rajd Akropolu                             | Eugen Böhringer     | Wyniki |
| 4     | 7-12 czerwca           | 23. Coupe des Alpes                           | Donald Morley       | Wyniki |
| 5     | 12-16 czerwca          | 13. Svenska Rallyt till Midnattsolen          | Bengt Söderström    | Wyniki |
| 6     | 2-6 sierpnia           | 22. Rajd Polski                               | Eugen Böhringer     | Wyniki |
| 7     | 17-19 sierpnia         | 12. Jyväskylän Suurajot - Rally of 1000 Lakes | Pauli Toivonen      | Wyniki |
| 8     | 29 sierpnia-2 września | 21. Liège-Sofia-Liège                         | Eugen Böhringer     | Wyniki |
| 9     | 26-30 września         | 6. AvD/ADAC Baden-Baden Deutschland rallye    | Pat Moss-Carlsson   | Wyniki |
| 10    | 19-21 października     | 30. Rallye International de Genève            | Hans-Joachim Walter | Wyniki |
| 11    | 12-17 listopada        | 11. RAC International Rally of Great Britain  | Erik Carlsson       | Wyniki |

## Klasyfikacja kierowców[1]
| Msc. | Kierowca            | MON | NLD | GRE | FRA | SWE | POL | FIN | BEL | GER | CHE | GBR | Punkty |
| ---- | ------------------- | --- | --- | --- | --- | --- | --- | --- | --- | --- | --- | --- | ------ |
| 1    | Hans-Joachim Walter | 2   | 7   | 1   |     | 5   | 1   |     | 1   | 2   |     | NU  | 158    |
| 2    | Erik Carlsson       | 1   | 4   | 2   |     | 3   | NU  | 3   | NU  | 7   | 2   | 1   | 153    |
| 3    | Pat Moss-Carlsson   | 26  | 1   | 8   | 3   |     | 2   |     | NU  | 1   | 3   | 3   | ?      |
| 4    | Hans-Joachim Walter | 209 |     | 4   | 2   |     |     |     | NU  | 4   | 1   |     | ?      |

| Kolor     | Opis                   |
| --------- | ---------------------- |
| Złoty     | Zwycięzca              |
| Srebrny   | 2. miejsce             |
| Brązowy   | 3. miejsce             |
| Zielony   | Punktowane miejsce     |
| Niebieski | Ukończył nie punktował |
| Fioletowy | Nie ukończył NU        |
| Czarny    | Wykluczony X           |
| Biały     | Nie wystartował NW     |
| Puste     | Nie brał udziału       |

| Msc. | Kierowca            | MON | NLD | GRE | FRA | SWE | POL | FIN | BEL | GER | CHE | GBR | Punkty |
| ---- | ------------------- | --- | --- | --- | --- | --- | --- | --- | --- | --- | --- | --- | ------ |
| 1    | Hans-Joachim Walter | 2   | 7   | 1   |     | 5   | 1   |     | 1   | 2   |     | NU  | 158    |
| 2    | Erik Carlsson       | 1   | 4   | 2   |     | 3   | NU  | 3   | NU  | 7   | 2   | 1   | 153    |
| 3    | Pat Moss-Carlsson   | 26  | 1   | 8   | 3   |     | 2   |     | NU  | 1   | 3   | 3   | ?      |
| 4    | Hans-Joachim Walter | 209 |     | 4   | 2   |     |     |     | NU  | 4   | 1   |     | ?      |

| Kolor     | Opis                   |
| --------- | ---------------------- |
| Złoty     | Zwycięzca              |
| Srebrny   | 2. miejsce             |
| Brązowy   | 3. miejsce             |
| Zielony   | Punktowane miejsce     |
| Niebieski | Ukończył nie punktował |
| Fioletowy | Nie ukończył NU        |
| Czarny    | Wykluczony X           |
| Biały     | Nie wystartował NW     |
| Puste     | Nie brał udziału       |